# Meentweg
De Meentweg is een weg in de Nederlandse plaats Eemnes-Buiten (provincie Utrecht). De Meentweg loopt vanuit het verlengde van de Wakkerendijk in Eemnes in noordelijke richting en sluit ten noorden van natuurgebied de Valse Bosjes via de provinciegrens Utrecht/Noord-Holland aan op de Gooyerweg. De weg is genoemd naar de Gooise (Blaricumse) meent ten noorden van Eemnes
Het dijklichaam van de weg is enkele meters hoger dan de aan de oostkant liggende Eemnesserpolder. Tussen de weg en het vrijliggende fietspad aan de oostzijde van de weg bevindt zich een bomenrij van hoge eiken. 

## Waterkering
De Meentweg is een lange rechte weg die in de Middeleeuwen met de huidige Wakkerendijk als winterdijk bescherming bood tegen het water van de Zuiderzee. De Graaf van Holland liet rond 1325 met leeuwenpalen een grens markeren tussen het graafschap Holland en het bisdom Utrecht. Deze rede liep over het tracé van de Meentweg en de Wakkerendijk. In 17e-eeuwse documenten wordt de 'neerweg' over de Wakkerendijk en Meentweg ook heerweg genoemd.
Pas met de voltooiing van de Afsluitdijk in 1932 was de dreiging van het zeewater verdwenen. De Meentweg (en de Wakkerendijk) verloor daarmee haar zeewaterkerende functie. De dijk werd deels afgegraven en na een ruilverkaveling werden dwarswegen naar de Eemnesserpolder aangelegd. Zijwegen die de oostwaarts de polder inlopen zijn de Volkersweg en de Corsrijkseweg. Ter hoogte van de theetuin van Eemnes loopt de Oostermeent in noordelijke richting. 

## Monumenten
De veelal 17e- en 18e-eeuwse boerderijen aan de westzijde van de Meentweg verloren na de aanleg van de Afsluitdijk hun functie en kregen in de twintigste eeuw een woonbestemming.

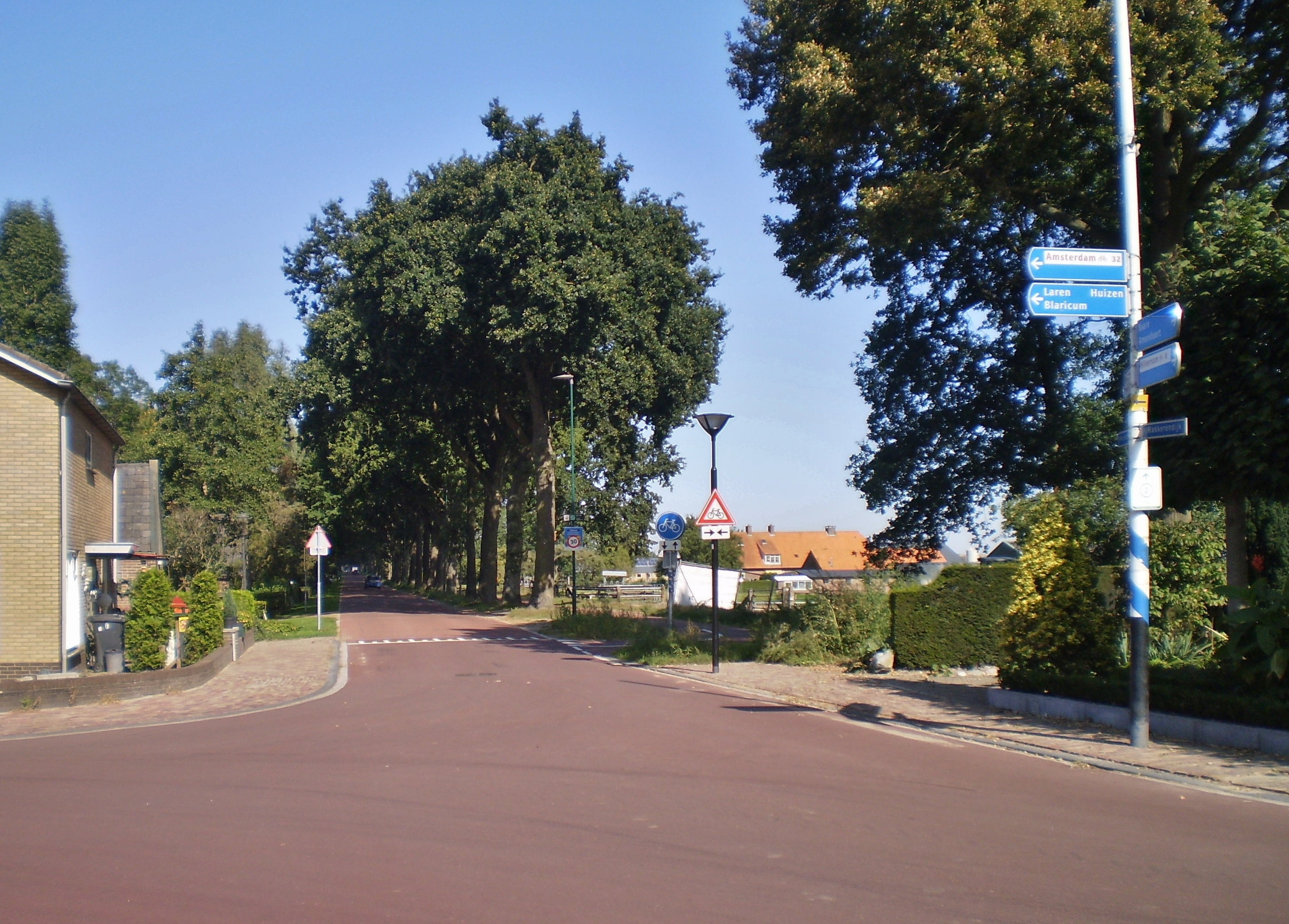
Begin van de Meentweg, in het verlengde van de Wakkerendijk, vanaf de kruising Wakkerendijk-Laarderweg

Onderstaande panden aan de westzijde van de Meentweg zijn rijksmonumenten: 
- Meentweg 11
- Meentweg 19
- Meentweg 37
- Meentweg 45
- Meentweg 47
- Meentweg 71
- Meentweg 83

Ook zijn er nog twee gemeentelijk monumenten
- Meentweg 49
- Meentweg 79